# فرناندو سانتوس (لاعب كرة قدم)
فرناندو سانتوس (بالبرتغالية: Fernando Santos‏) (25 فبراير 1980 بريو دي جانيرو في البرازيل - ) هو لاعب كرة قدم برازيلي في مركز الدفاع. شارك مع منتخب البرازيل تحت 20 سنة لكرة القدم. أما مع النوادي، فقد لعب مع أوستريا فيينا وميونخ 1860 ونادي دويسبورغ ونادي غواراني ونادي فاسكو دا غاما ونادي فلامنغو وGuaratinguetá Futebol ‏.

## وصلات خارجية
- فرناندو سانتوس على موقع الاتحاد الدولي (مؤرشف)  (الإنجليزية)
- فرناندو سانتوس على موقع قاعدة بيانات كرة القدم.إي يو (الإنجليزية)
- فرناندو سانتوس على موقع بيانات كرة القدم. دي إي (الألمانية)
- فرناندو سانتوس على موقع Soccerway.com (الإنجليزية)